# Ожерелье Гармонии

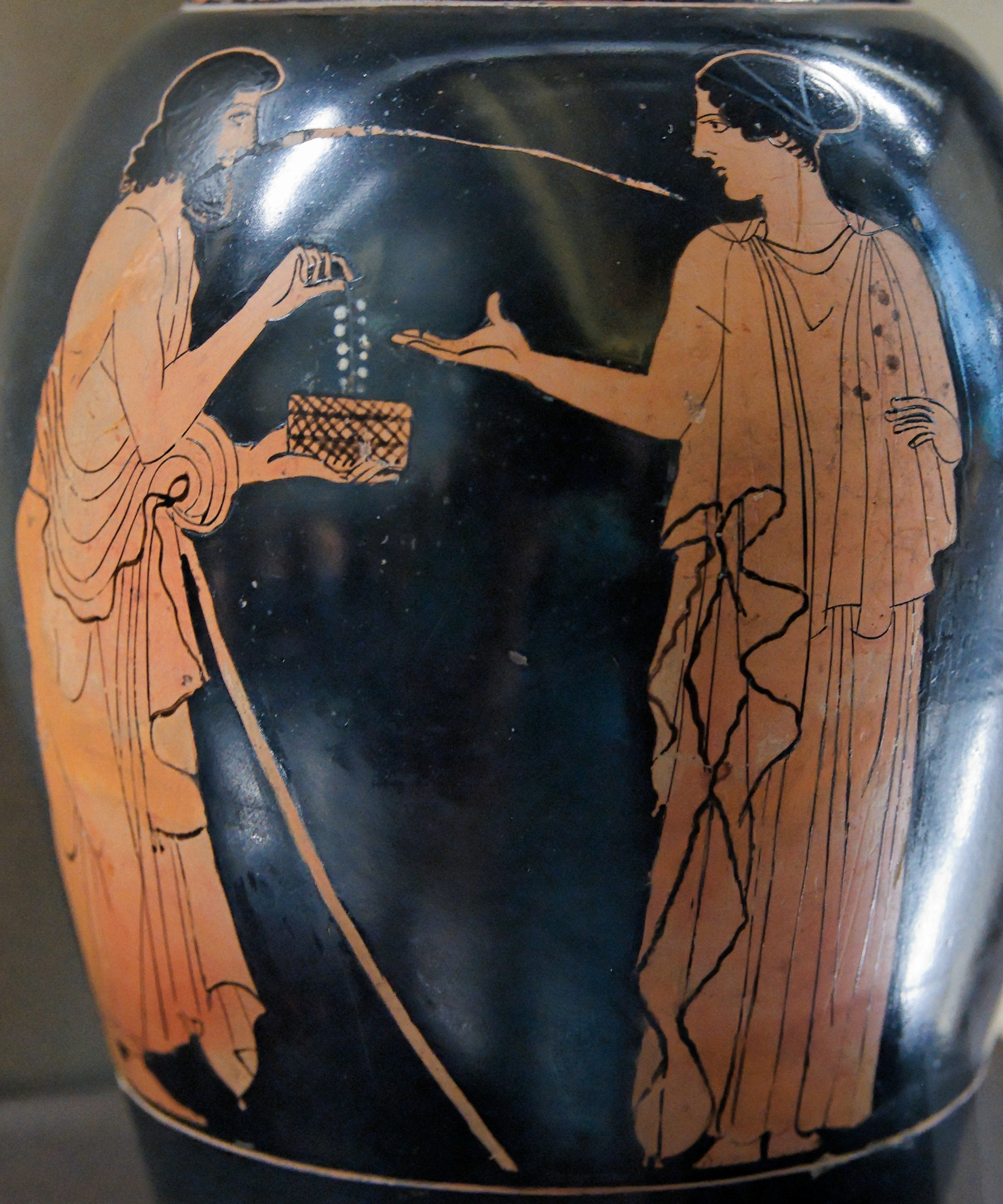
Полиник дарит ожерелье Эрифиле. Краснофигурный сосуд V века до н. э. Найден в Италии (Лувр G442, Париж)

Ожерелье Гармонии — в древнегреческой мифологии драгоценное украшение, приносившее несчастье всем его обладателям. Играет важную роль в эпосе фиванского цикла. Изготовленное Гефестом, по воле бога оно обрекало на несчастье всех потомков его неверной жены Афродиты.
Согласно Ферекиду, ожерелье подарила Кадму Европа, получившая его ранее от Зевса. Кадм на свадьбе подарил Гармонии пеплос и ожерелье . Им владели Гермиона, Агава, Семела, Иокаста, Аргия, Эрифила.
Полиник, изгнанный из Фив, взял с собой пеплос и ожерелье. Ожерелье он подарил Эрифиле. По версии, ожерелье с самоцветами было сделано Адрастом и передано им Эрифиле. Пеплос Эрифиле подарил Ферсандр. Позже Алкмеон убил Эрифилу. Пеплос и ожерелье он подарил как свадебный подарок Арсиное. Затем он обманом забрал их у Арсинои и подарил своей новой жене Каллирое. После гибели Алкмеона сыновья Фегея собирались отнести предметы в Дельфы, но сыновья Алкмеона убили их. По приказу Ахелоя они посвятили ожерелье и пеплос Аполлону. По другим, сыновья Фегея посвятили ожерелье в Дельфы, или его посвятил Клитий, сын Алкмеона.
Позднее его показывали в храме Афины Промыслительницы в Дельфах, откуда его похитил тиран Фокиды Фавл (Фаилл) в IV веке до н. э. и подарил своей возлюбленной, жене Аристона. Младший сын этой женщины поджёг дом и сжёг там мать и её сокровища. Пеплос хранился в храме Дото в Габалах. Из Дельф ожерелье похитили фокейские тираны. Затем его показывали на Кипре, в храме Адониса и Афродиты в Амафунте.